# Kozłówka długoszyjkowa
Kozłówka długoszyjkowa (Phuopsis stylosa) – gatunek rośliny z monotypowego rodzaju kozłówka (Phuopsis (A. Grisebach) Bentham et J. D. Hooker) z rodziny marzanowatych. Ta najbliżej spokrewniona z rozpowszechnioną rolnicą pospolitą (Sherardia arvensis) roślina ma reliktowy, niewielki zasięg w rejonie Kaukazu (Góry Tałyskie w południowym Azerbejdżanie) oraz w północnym Iranie. Rośnie tam w lasach liściastych. Nazwa naukowa rodzaju Phuopsis pochodzi od podobieństwa gatunku do Valeriana phu. Roślina rozpowszechniona została w uprawie jako ozdobna. Zalecana jest do ogrodów skalnych i na rabaty bylinowe. 

## Morfologia
PokrójBylina z rozłogami o pędach nadziemnych rozesłanych do prosto wzniesionych, osiągających do 60 cm wysokości, w uprawie często do 25 cm. Łodygi czterokanciaste, nagie lub rzadko owłosione, ale na kantach z włoskami haczykowato odgiętymi w dół.
LiścieUlistnienie nibyokółkowe – liście naprzeciwległe, ale z liściopodobnymi przylistkami zebranymi w sumie po 6–10 w nibyokółku. Blaszki liści i przylistków siedzące, wąskolancetowate do wąskoeliptycznych, na końcu zaostrzone, o długości 12–30 mm i szerokości 1,5–6 mm. Na brzegach blaszki i na wiązce centralnej pokryte są haczykowatymi włoskami, poza tym nagie.
KwiatyObupłciowe, siedzące, zebrane w główkowaty, szczytowy kwiatostan wsparty wolnymi, lancetowatymi listkami u nasady o długości do 12 mm. Kwiatostan ma kształt półkulisty do niemal kulistego i średnicę do 3 cm. Kielich silnie zredukowany. Korona kwiatu różowoliliowa, u form uprawnych do różowopurpurowej, z rurką długości do 15 mm i pięcioma rozpostartymi łatkami o długości 3 mm. Pręcików pięć, o krótkich nitkach, schowane w rurce korony. Zalążnia gładka, dwukomorowa, w każdej z komór z pojedynczym zalążkiem. Szyjka słupka długa, daleko wystająca z rurki korony, maczugowata, karmazynowa, na szczycie płytko wycięta.
OwoceNagie, gładkie i twarde rozłupnie o średnicy 1,5 mm, złożone z dwóch jednonasiennych rozłupek.

## Biologia

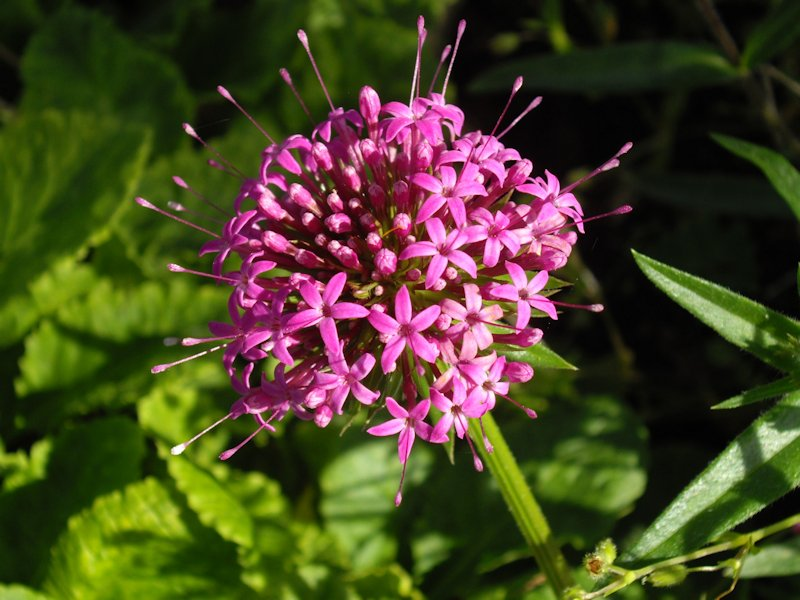
Czerwone kwiaty ozdobnej odmiany 'Rubra'

Bylina kwitnąca od maja do sierpnia (w uprawie w Europie Środkowej od czerwca), owocująca do września. Kwiaty wonne, zapylane są przez motyle. Cała roślina pachnie kumaryną.

## Uprawa
Roślina najlepiej rośnie w umiarkowanie żyznej, umiarkowanie wilgotnej, przewiewnej glebie w miejscu słonecznym lub półcienistym. Rozmnażana jest przez podział, sadzonki (ukorzenia się szczyty pędów) i z nasion. W Europie Środkowej może wymarzać podczas bezśnieżnych zim. Zaleca się przycinanie pędów po zakończeniu kwitnienia w celu utrzymania zwartego pokroju roślin. Gatunek w uprawie generalnie wolny od chorób i szkodników.